# Bibliothèque nationale du Liban
Pour les articles homonymes, voir BNL.
La Bibliothèque nationale du Liban, ou BNL (en arabe : المكتبة الوطنية اللبنانية), est une bibliothèque nationale libanaise. Fondée en 1921, elle reste fermée pendant 42 ans avant sa réouverture en décembre 2018.

## Histoire

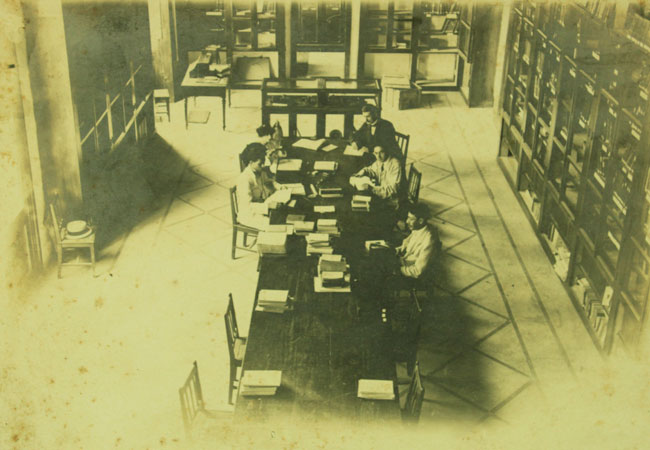
Salle dans la bibliothèque (image ancienne).

### Origine
En 1921, le vicomte Philippe de Tarrazi (1865–1956) donne 20 000 documents à l'État libanais, afin de créer la « Grande bibliothèque de Beyrouth ». Placée au départ sous la tutelle du ministère de l'Éducation, la Bibliothèque nationale est passée sous la responsabilité du ministère de la Culture et de l'Enseignement supérieur qui en a toujours la charge. Elle est régie par trois décrets et par une loi.
La promulgation de la première loi du dépôt légal en 1924 ouvre la voie à la collecte régulière des publications. C'est le ministère de l'Économie qui est chargé de gérer le dépôt légal. Depuis, le décret-loi no 134 du 12 juin 1959 avec effet immédiat, qui régit l'obligation, pour l'éditeur, de déposer, à la Bibliothèque nationale, deux exemplaires de chaque édition ou réédition d'encyclopédies, de journaux, de livres, de manuscrits, de microfilms et de périodiques.
Établie au début dans le quartier de Haouz el Saatieh, la Bibliothèque nationale est logée à partir de 1937 dans le bâtiment du Parlement à Beyrouth. Elle est constituée de grandes salles de lecture au plafond élevé, la décoration est sobre et les murs à la hauteur des linteaux sont recouverts de portraits d’hommes célèbres. Les deux longueurs de la salle de lecture et les largeurs de part et d'autre des battants de la porte d'entrée, sont couvertes de rayons sur lesquels sont présentés des ouvrages de référence. Il a été dit qu’à son apogée, le personnel en fonction de la Bibliothèque nationale dépassait la trentaine.
En 1922, celui qui deviendra le Président du Liban, Camille Chamoun, postule pour un emploi à la Bibliothèque nationale. Le vicomte de Tarrazi le recrute pour travailler sous sa direction à l'organisation de sa bibliothèque. Il y restera deux ans à mettre en place le système de classification qui restera celui de la BNL pendant trente ans.
Le fonds national s'accroît avec l'instauration du dépôt légal par arrêté no 2385 du général Weygand du 17 janvier 1924. En 1935, la Bibliothèque nationale devient, par décret, un service du ministère de l'Éducation nationale. En 1937, la Bibliothèque emménage avec son fonds de 32 000 documents, dans le bâtiment du Parlement libanais. Les collections grandissent et dépassent le nombre de 200 000 documents imprimés ou manuscrits.
En 1940, la direction de la BNL est confiée à Hector Khlat par le président de la république de l'époque: Emile Eddé.

### Guerre civile libanaise
À partir de 1975, la guerre du Liban endommage sérieusement les collections. En 1979, en raison des dommages, le gouvernement libanais est contraint de la fermer ; il la démantèle et le fonds restant est transporté dans les bâtiments de l’UNESCO à Beyrouth puis aux archives nationales avant de terminer dans un bâtiment privé d'un quartier (Sinn el-Fil) de la capitale libanaise, où le fonds est conservé dans des cartons jusqu'au début du XXIe siècle.

### Période de l'après guerre civile
En 1993, après la cessation des hostilités, est constitué un ministère de la Culture, dont le champ de responsabilités s'étend à la Bibliothèque nationale. En 1998, un vibrant plaidoyer pour une Bibliothèque nationale du Liban est publié à Beyrouth, par l'Association des Antiquaires du Liban, sous la plume de Jean-Pierre Fattal. Un mouvement se dessine en faveur du projet. L'année suivante, la Commission européenne dépêche une mission d'étude pour assister le gouvernement libanais. Cette mission est immédiatement suivie d'une exposition intitulée « mémoire collective » présentée au musée Sursock de Beyrouth et dont l'objectif était de mettre l'accent sur la nécessité de reformer une bibliothèque nouvelle ; le gouvernement décide alors d'installer la BNL dans les bâtiments de la faculté de droit de l'Université libanaise, dans le quartier de Sayaneh, selon les plans de l'architecte Jean-Marc Bonfils.
En 2000, le Liban instaure la numérotation selon le standard ISBN ; les collections sont désinfectées avec une aide internationale dans le cadre du projet euro-méditerranéen Manumed, avec l'assistance du Centre de conservation du livre d'Arles. Et une décision du ministère de l'Intérieur du 27 mars 2000 crée la Fondation libanaise de la Bibliothèque nationale. En 2002, les livres sont transportés dans des locaux provisoires, dans la zone franche du port de Beyrouth.
En 2003, un contrat de subvention avec l'Union européenne permet de lancer un projet de réhabilitation de la Bibliothèque nationale du Liban.

### Liste des Directeurs de la Bibliothèque nationale du Liban
- Vicomte Philippe de Tarrazi, Directeur, 1921-1940
  - Camille Chamoun, adjoint au Directeur, 1922-1924
- Hector Khlat, Directeur, 1940-1945
- Ibrahim Maouad, Directeur, 1946-1950
  - Khalil Takieddine, écrivain
  - Noureddine Beyhum, Conservateur, 1950-1951
  - Joseph Assad Dagher, conservateur, 1950-1952
    - Mounir Wehaiba, Chef du service de l'enregistrement et des répertoires